# 1876 en droit
Cet article présente les faits marquants de l'année 1876 en droit.

## Événements
- Canada : 
  - loi sur les Indiens (en anglais Indian Act) traitant des Indiens enregistrés et du système de réserves ; elle définit qui est « Indien » et prévoit certains droits et incapacités pour les Indiens enregistrés.
- Royaume-Uni :
  - 28 avril : Royal Titles Act, loi autorisant la reine Victoria à modifier sa titulature afin d'adjoindre à ses titres celui d'Impératrice des Indes.

## Publications
- Francesco Carrara, Principes fondamentaux de l'École pénale italienne.

## Naissances
- 10 avril : Jean-Marie Musy, homme politique et avocat suisse (décédé le 19 avril 1952)
- 27 mai : René Guyon, juriste français (décédé en 1963)
- 11 décembre : Eugène Raviart, avocat français (décédé en 1954)
- 27 décembre : Boris Nolde, juriste d'origine russe, spécialiste de droit international et historien (décédé le 28 mai 1948)

## Décès
- septembre : Charles-Louis Pinson de Ménerville, juriste et magistrat français, premier président de la Cour d'Alger de 1874 à 1876 (° 8 avril 1808).